# Welulang
Welulang is een bestuurslaag in het regentschap Pasuruan van de provincie Oost-Java, Indonesië. Welulang telt 1121 inwoners (volkstelling 2010).